# Закон розподілу (при осадженні)
Закон розподілу (при осадженні) (рос. закон распределения, англ. law of distribution) — при утворенні змішаних кристалів з розчину, який містить два компоненти А та В, останній розподіляється за рівнянням:
KA, B= b(a0 — a)/a(b0 — b),
де KA, B — фактор розділення,
a та b — концентрації компонентів А та В після кристалізації,
a0, b0 — концентрації перед кристалізацією.